# Cleveland Guardians

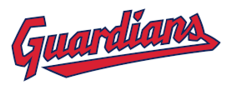
Neues Logo seit 2022

Die Cleveland Guardians sind ein US-amerikanisches Baseballteam aus Cleveland im Bundesstaat Ohio. Das Team wurde 1901 als Cleveland Blues gegründet und spielt in der Major League Baseball. In ihrer Geschichte wurden das Franchise zweimal Sieger der World Series. Von 1915 bis 2021 trug das Team den Namen Cleveland Indians und war unter dem Spitznamen The Tribe (deutsch Der Stamm) bekannt.

## Vereinsname und Logo

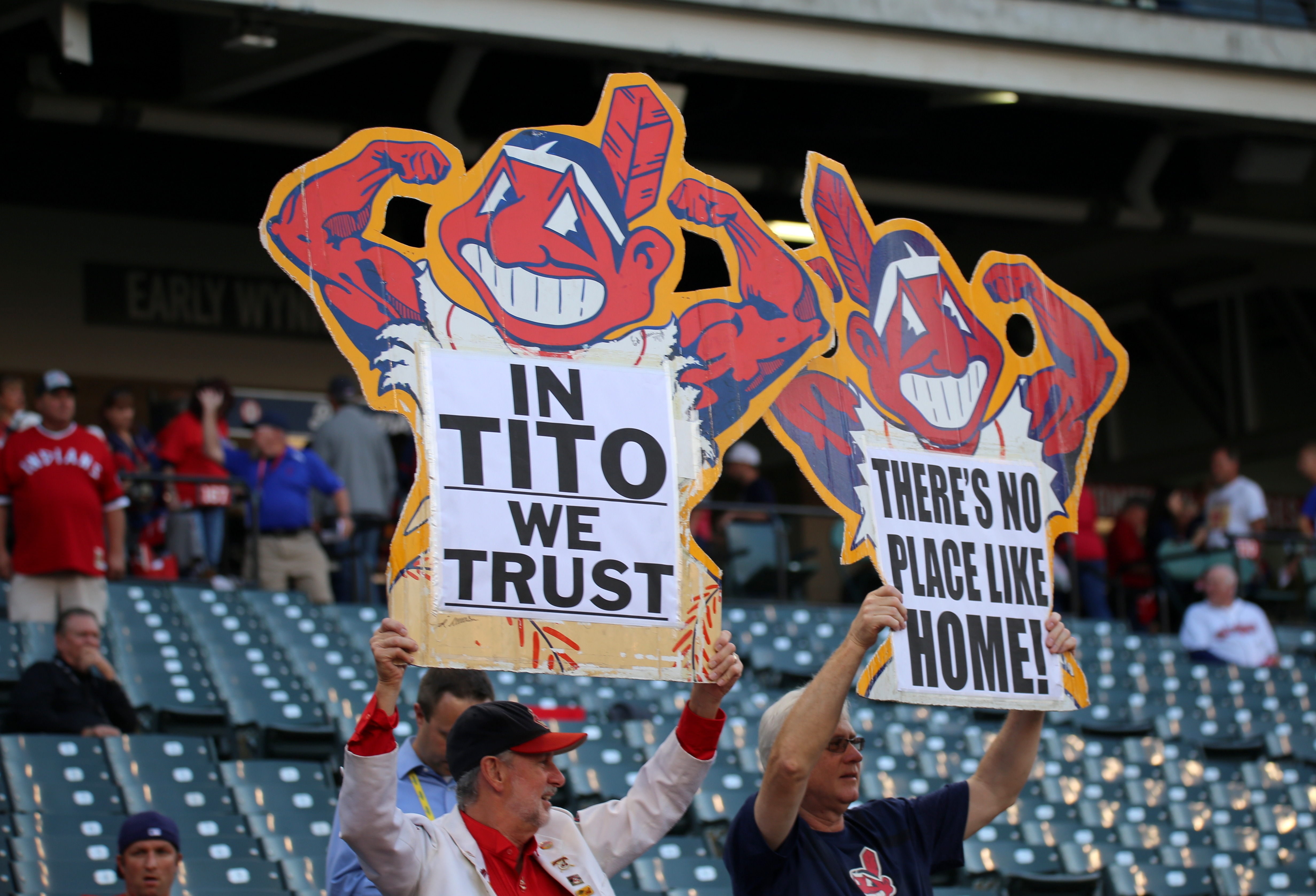
„Indians“-Fans 2016 mit „Chief Wahoo“-Plakaten

Erst seit 2021 trägt das Team den Namen Guardians. Zuvor wurde über 100 Jahre lang der Name Cleveland Indians verwendet. Der alte Vereinsname und das Logo, das im Comicstil einen Indianerkopf mit Stirnband und Einzelfeder („Chief Wahoo“) zeigte, wurde mit Rassismusvorwürfen kritisiert. Während der World Series 1997 wurden drei Demonstranten verhaftet, kurz danach aber wieder freigelassen. Am 29. Januar 2018 wurde bekannt, dass das Franchise das kontroverse Logo „Chief Wahoo“ ab der Saison 2019 nicht mehr verwenden wird. Am 14. Dezember 2020 gaben die Cleveland Indians bekannt, dass das Team seinen Namen ablegen wird. Nach den Washington Commanders, zuvor „Redskins“, ist das Baseballteam aus Cleveland die zweite Mannschaft im US-amerikanischen Profisport, die ihren Namen aus diesen Gründen ändert.
Am 23. Juli 2021 präsentierte das Franchise den neuen Namen. In einem Video im sozialen Netzwerk, gesprochen von Tom Hanks und unterlegt mit der Musik von The Black Keys, wurde der Name Cleveland Guardians (deutsch Cleveland Wächter) vorgestellt. Es gab über 1100 Namensvorschläge. Ab der Saison 2022 wird der neue Name verwendet. Die bisherigen Teamfarben blieben erhalten. Der neue Name bezieht sich auf die Guardians of Traffic (deutsch Wächter des Verkehrs), acht Skulpturen auf der in der Nähe des Progressive Field liegenden Hope Memorial Bridge.

## Geschichte

### Das 19. Jahrhundert
1865 wurde mit dem Forest City ein Vorgängerverein der Indians gegründet. Der Name Forest City bezieht sich auf die Stadt Cleveland, die auch unter diesem Namen bekannt ist. Seit 1870 wurde das Team in den lokalen Zeitungen als Cleveland Forest Citys bezeichnet. Ein Jahr später schloss sich die Mannschaft der National Association of Professional Base Ball Players, der ersten professionellen Baseballliga an. Da es in der Liga in Rockford ebenfalls einen Verein mit dem Namen Forest City gab, wurden die Mannschaften häufig FC Cleveland und FC Rockford genannt. Im Laufe der Saison 1872 zog sich die Mannschaft aus der Liga zurück.
1876 löste die National League die National Association of Professional Base Ball Players ab. Aus Cleveland war keine Mannschaft in der Liga. Die National League suchte 1879 neue Mitglieder und die Cleveland Blues wurden aufgenommen. Nach sechs Jahren mit durchschnittlichem Erfolg wurde die Mannschaft zur Saison 1885 nach St. Louis verlegt. 1887 wurde ein neues Team gegründet, welches in der American Association spielte. 1890 wurde die Mannschaft, die mittlerweile als Cleveland Spiders bekannt war, erneut in die National League aufgenommen. Ein Jahr später zog das Team in den League Park um. Das Stadion sollte in den nächsten 55 Jahren die Heimat des Clubs sein.
Angeführt vom Pitcher Cy Young zog die Mannschaft in den 1890er Jahren zweimal in den Temple Cup, dem Vorläufer der World Series, ein. 1895 gewann die Mannschaft diesen Titel. Nur vier Jahre später verlor die Mannschaft viele ihrer besten Spieler an die St. Louis Cardinals. Geschwächt durch die Abgänge folgte eine verheerende Saison. Entsprechend niedrig waren die Zuschauerzahlen bei Heimspielen, so dass das Team die meisten Spiele auswärts bestritt. Nach der Saison mussten die Spiders zusammen mit drei anderen Teams die National League verlassen.
Als Reaktion auf den Schrumpfungsprozess der National League änderte die zweitklassige Western League seinen Namen in American League und erklärte sich selber zur Major League. Der Verein aus Grand Rapids wurde nach Cleveland verlegt und nahm den Namen Blues an. Die Cleveland Blues waren einer der acht Gründungsmitglieder der American League.

### 1901–1954: Neugründung und zwei Meisterschaften
Damit die American League im Wettbewerb mit der National League bestehen konnte warben die American-League-Teams Spieler aus der National League ab. Einer dieser Spieler war Nap Lajoie, der 1902 von den Philadelphia Phillies nach Cleveland wechselte. Im gleichen Jahr änderte das Team seinen Namen in Bronchos. Lajoie wurde zum Publikumsliebling, so dass das Team ab der Saison 1905 unter dem Namen Naps antrat. 1915 folgte schließlich die Umbenennung in Cleveland Indians.
Die frühen 1920er Jahre waren sehr erfolgreich. 1919 wurde Tris Speaker zum Spielertrainer ernannt. Ein Jahr später erreichte die Mannschaft erstmals die World Series. Die Brooklyn Robins (ein Vorläufer der Los Angeles Dodgers) wurden mit 5:2 Siegen geschlagen. Überschattet wurde der Erfolg vom Tod des Infielders Ray Chapman im August 1920. Er wurde von einem Wurf des Yankees-Pitcher Carl Mays getroffen und starb an den Verletzungen. Nach zwei zweiten Plätzen rutschte die Mannschaft wieder in den Tabellenkeller zurück. 1940 kam die Mannschaft der Meisterschaft wieder sehr nah. Eine Spielerrevolte sollte den Teambesitzer Alva Bradley dazu bringen, den Trainer Ossie Vitt zu entlassen. Bradley lehnte jedoch ab. Einige Journalisten verhöhnten die Spieler als crybabies (Heulsusen).
1946 wurden die Indians an eine Investorengruppe, die von Bill Veech angeführt wurde, verkauft. Ein Jahr später zog das Team vom in die Jahre gekommenen League Park in das Cleveland Stadium um. Im gleichen Jahr nahmen die Indians Larry Doby unter Vertrag. Er war der erste Afroamerikaner, der bei den Indians und der zweite Afroamerikaner überhaupt, der für einen MLB-Verein spielte. Doby wurde zweimal der Spieler mit den meisten Saison-Homeruns der American League. Ein Jahr später folgte der 42-jährige Pitcher Satchel Paige, der älteste Rookie der MLB-Geschichte. Nach einer starken Saison mussten die Indians ein Entscheidungsspiel gegen die punktgleichen Boston Red Sox bestreiten. Es war das erste derartige Spiel in der American League. Die Indians waren erfolgreich und zogen in die World Series ein. Nach einem 4:2-Sieg gegen die Boston Braves (heute Atlanta Braves) waren die Indians zum zweiten Mal Meister. In dem Spielfilm The Kid from Cleveland traten Spieler und Funktionäre der Indians auf, bei dem auch Wochenschau-Aufnahmen der Spiele gegen die Braves gezeigt wurden.
In den 1950er Jahren gehörten die Indians zur Spitzengruppe der American League. Fünfmal belegte die Mannschaft den zweiten Platz hinter den New York Yankees. 1954 gewannen die Indians 111 Spiele, was damals ein neuer Rekord war. In der World Series unterlag das Team mit 4:0 gegen die New York Giants (heute San Francisco Giants).

### 1955–1993: Der Fluch von Rocky Colavito
Zwischen 1959 und 1993 schafften die Indians nur einen dritten und fünf vierte Plätze. Ansonsten war das Team nur im Tabellenkeller zu finden. Grund für die über dreißig Jahre dauernde Talfahrt war eine Vielzahl von schlechten Transfers, bei denen die Indians gute Spieler abgaben und im Gegenzug schlechte Spieler bekamen. Die Talfahrt begann Anfang 1960, als der unter den Fans populäre Rightfielder Rocky Colavito zu den Detroit Tigers abgegeben wurde. Zwischen 1969 und 1975 schlossen die Indians sieben Spielzeiten in Folge mit einer negativen Bilanz ab.
1974 fand im Rahmen eines Spiels gegen die Texas Rangers die „Ten Cent Beer Night“ statt, wo im Stadion Bier zu einem günstigen Preis verkauft wurde. Die Aktion endete mit Krawallen unter den Zuschauern. Ein Jahr später schrieben die Indians Baseballgeschichte. Frank Robinson wurde der erste afroamerikanische Trainer einer MLB-Mannschaft. Auch er konnte die Talfahrt nicht stoppen und wurde 1977 entlassen.
Anfang der 1980er Jahre bestand die Hoffnung auf Besserung. 1980 wurde Joe Charbonneau zum „Rookie der Saison“ gewählt. Aufgrund diverser Verletzungen musste er 1982 seine Karriere beenden. 1981 warf Len Barker ein perfektes Spiel gegen die Toronto Blue Jays. Anfang 1987 musste das Team den Spott des Magazins Sports Illustrated über sich ergehen lassen. Die Saison 1986 schloss das Team mit einer positiven Bilanz ab und die Sports Illustrated prognostizierte den Titelgewinn in der American League East für die Saison 1987. Mit 101 Niederlagen wurden die Indians jedoch Letzter.
Ebenfalls 1986 wurden die Indians von den Brüdern David und Richard Jacobs für eine Summe von 35 Millionen Dollar gekauft. Zuvor wechselte das Team mehrfach den Besitzer. Drei Jahre später wurde ein fiktives Cleveland-Indians-Team im Film Die Indianer von Cleveland porträtiert. Durch diesen Film und die beiden Fortsetzungen konnten die Indians ihre Popularität weltweit erheblich steigern. Anfang der 1990er Jahre verbesserte sich die sportliche Situation der Mannschaft. 1992 wurde Joe Carter gegen Sandy Alomar jr. und Carlos Baerga eingetauscht. Dieser Transfer war unter den Fans umstritten, bedeutete aber eine Steigerung der Offensivleistung der Mannschaft.
Ebenfalls 1992 wurden die Indians von der MLB zur Mannschaft des Jahres gewählt. Der neue Trainer Mike Hargrove wurde zu einem der erfolgreichsten Trainer der 1990er Jahre. In der Vorbereitung auf die Saison 1993 kam es zu einer Tragödie. Bei einem Bootsausflug raste ein Boot in ein Pier. Die Pitcher Steve Olin und Tim Crews starben, während Bob Ojeda aufgrund seiner schweren Verletzungen seine Karriere beenden musste. Am 8. April 1993 schrieb Carlos Baerga Baseball-Geschichte, als er als erster Spieler überhaupt einen Home Run von beiden Seiten der Homebase im selben Inning schlug.

### 1994 bis heute: Ein Neuanfang
1994 zogen die Indians aus dem veralteten Cleveland Stadium in das neue Jacobs Field um. Mit der modernen Arena sollten sportlich bessere Zeiten beginnen. Die Indians kämpften mit den Chicago White Sox um die Meisterschaft der Central Division, als die Saison am 12. August 1994 infolge eines Streiks der Spielergewerkschaft abgebrochen wurde. Ein Jahr später zogen die Indians zum ersten Mal seit vierzig Jahren wieder in die World Series ein.
Der Aufschwung kam durch Spieler aus den eigenen Farm Teams wie Albert Belle, Jim Thome oder Charles Nagy. Dazu gesellten sich Spieler aus anderen MLB-Teams wie Dennis Martinez oder Kenny Lofton. Die Saison 1995 schloss das Team mit einer Bilanz von 100 Siegen und 44 Niederlagen auf dem ersten Platz der Central Division ab. Nach Play-off-Siegen über die Boston Red Sox und die Seattle Mariners trafen die Indians in der World Series auf die Atlanta Braves. Die Braves wurde mit 4:2 Siegen Meister. Im Juni 1995 begann eine Serie von 455 Heimspielen in Folge, in denen das Jacobs Field ausverkauft war. Diese Serie ist bis heute ein MLB-Rekord. Als Ehrung wurde im Jahre 2001, als diese Serie riss, die Nummer 455 pensioniert.
1997 erreichten die Indians zum fünften Mal die World Series. Nach einem Fehlstart in die Saison konnten die Indians zum dritten Mal in Folge die Central Division gewinnen. Nach Siegen über die New York Yankees und den Baltimore Orioles warteten die Florida Marlins im Endspiel. Cleveland führte zu Beginn der zweiten Hälfte des neunten Innings des siebten Spiels mit 2:1. Nach einem Fehler des Pitchers Jose Mesa konnten die Marlins ausgleichen. Im elften Inning sorgte Edgar Rentería für den Sieg bringenden Punkt für Florida. Cleveland ist das erste Team, die mit einer Führung in die zweite Hälfte des neunten Innings in Spiel sieben gingen und noch verloren haben. In seiner Autobiographie machte Shortstop Omar Vizquel Mesa für die Niederlage verantwortlich. Diese Vorwürfe führten zu einem Streit zwischen den beiden Spielern.
In den folgenden beiden Jahren erreichten die Indians erneut die Playoffs, mussten aber jeweils in der ersten Runde das Ausscheiden hinnehmen. Nach der Saison 1999 musste der Trainer Mike Hargrove seinen Hut nehmen. Ein Jahr später verpassten die Indians nach einem schwachen Start die Playoffs. Dafür wurden die starken Abwehrleistungen mit drei Golden Gloves honoriert. Ebenfalls im Jahre 2000 verkaufte Richard Jacobs (sein Bruder verstarb in der Zwischenzeit) das Team für 323 Millionen US-Dollar an Larry Dolan.
2001 kehrten die Indians in die Playoffs zurück. Höhepunkt der Saison war ein Spiel gegen die Seattle Mariners. Die Indians lagen mit 12 Punkten (0:12 und 2:14) zurück und konnten das Spiel noch drehen und mit 15:14 gewinnen. Das Spiel ging als „The Impossible Return“ („Die unmögliche Rückkehr“) in die Baseballgeschichte ein. In der ersten Playoffrunde trafen beide Mannschaften erneut aufeinander. Die Indians führten mit 2:1 Siegen, verloren aber die Spiele vier und fünf und schieden aus.
Nach der Saison wurde Mark Shapiro neuer General Manager. Shapiro verjüngte das Team, in dem er alternde Spieler gegen junge Talente eintauschte. 2002 und 2003 hatten die Indians jeweils eine negative Bilanz. Auch 2004 verpasste das Team die Playoffs. Höhepunkt der Saison 2004 war ein 22:0-Sieg über die New York Yankees, die höchste Niederlage in der Yankees-Geschichte. Im Jahre 2005 vergaben die Indians in den letzten Spielen eine mögliche Playoff-Teilnahme, nachdem das Team sechs der sieben letzten Spiele verlor. Bei fünf dieser Niederlagen machte ein Punkt den Unterschied. Das Hauptproblem zu dieser Zeit waren die unerfahrenen Pitcher, die viele Führungen noch vergaben.
Am 2. September 2006 wurde Kevin Kouzmanoff erst der dritte Spieler, der bei seinem ersten at bat in der MLB einen Grand Slam Homerun schlug. Er war der erste Spieler, dem dies beim ersten Wurf gelang. Zur Saison 2007 wurden daher einige erfahrene Spieler verpflichtet, die die jungen Talente führen sollen.
2016 gewannen die Indians die American League gegen die Toronto Blue Jays mit 4:1 Spielen, verloren jedoch die World Series 2016, das Finale der Major League, mit 3:4 Spielen gegen die Chicago Cubs.
Am 18. Dezember 2020 bestätigte das Team, dass der Name Indians nach der Saison 2021 geändert wird. Am 23. Juli 2021 wurde bekannt gegeben, dass der neue Name Cleveland Guardians lauten wird. Das letzte Spiel unter dem Namen Indians fand am 3. Oktober 2021 statt, ein 6:0-Sieg gegen die Texas Rangers. Am 19. November 2021 wurden der Namen offiziell Guardians geändert. Im Juli 2025 forderte der US-Präsident Donald Trump, dass das Team seinen Namen wieder auf den früheren Namen „Cleveland Indians“ zurückändert.

### Platzierungen der letzten Jahre
| American League Central 2007–2016 |            |            |            |            |            |            |
| Jahr                              | 1.         | 2.         | 3.         | 4.         | 5.         | Postseason |
| 2007                              | 96 – 66    | DET (8.0)  | MIN (17.0) | CWS (24.0) | KC (27.0)  | ALCS       |
| 2008                              | CWS (7.5)  | MIN (6.5)  | 81 – 81    | KC (6.0)   | DET (7.0)  | ––         |
| 2009                              | MIN (21.5) | DET (20.5) | CWS (14.0) | 65 – 97    | KC (0.0)   | ––         |
| 2010                              | MIN (25.0) | CWS (19.0) | DET (12.0) | 69 – 93    | KC (2.0)   | ––         |
| 2011                              | DET (15.0) | 80 – 82    | CWS (1.0)  | KC (9.0)   | MIN (17.0) | ––         |
| 2012                              | DET (20.0) | CWS (17.0) | KC (4.0)   | 68 – 94    | MIN (2.0)  | ––         |
| 2013                              | DET (2.0)  | 92 – 70    | KC (6.0)   | MIN (20.0) | CWS (23.0) | WC         |
| 2014                              | DET (5.0)  | KC (4.0)   | 85 – 77    | CWS (12.0) | MIN (15.0) | ––         |
| 2015                              | KC (13.5)  | MIN (1.5)  | 81 – 80    | CWS (5.5)  | DET (7.0)  | ––         |
| 2016                              | 94 – 67    | DET (8.0)  | KC (13.5)  | CWS (16.5) | MIN (35.5) | AL         |
| 2017                              | 102 – 60   | MIN (17.0) | KC (22.0)  | CWS (35.0) | DET (38.0) | ALDS       |
| 2018                              | 91 – 71    | MIN (13.0) | DET (27.0) | CWS (29.0) | KC (33.0)  | ALDS       |
| 2019                              | MIN (8.0)  | 93 – 69    | CWS (28.5) | KC (42.0)  | DET (53.5) | ––         |

 Die farbig unterlegten Zellen beschreiben das eigene Abschneiden in der AL Central, die Zahlen in Klammern die Abstände zu den anderen Teams am Ende der Saison.

WC = Wild Card, ALDS = AL Division Series erreicht, ALCS = AL Championship Series erreicht, AL = AL Pennant (World Series verloren), WSC = World Series Champion

## Nicht mehr zu vergebene Nummern
- 3 Earl Averill
- 5 Lou Boudreau
- 14 Larry Doby
- 18 Mel Harder
- 19 Bob Feller
- 20 Frank Robinson
- 21 Bob Lemon
- 25 Jim Thome
- 42 Jackie Robinson (in jedem Club der Major League Baseball)
- 455 The Fans (nachdem zwischen 1995 und 2001 455 Spiele in Folge komplett ausverkauft waren, ehrten die Cleveland Indians, in dem sie die 455 für ihre Fans reservierten)

## Minor-League-Teams der Cleveland Guardians
Zum Franchise der Guardians gehören folgende Minor-League-Teams:
- AAA: Columbus Clippers, Columbus, Ohio
- AA: Akron RubberDucks, Akron, Ohio
- High-A: Lake County Captains, Eastlake, Ohio
- Low-A: Lynchburg Hillcats, Lynchburg, Virginia
- Rookie: Arizona Indians, Goodyear, Arizona
- Rookie: Dominican Indians Blue, Dominikanische Republik
- Rookie: Dominican Indians Red, Dominikanische Republik

## Nicknames in der Major League
- 1902 Cleveland Bronchos
- 1903–1914 Cleveland Naps
- 1915–2021 Cleveland Indians
- seit 2021 Cleveland Guardians